# Massàgetes
Els massàgetes (en llatí Massăgĕtae, en grec antic Μασσαγέται) eren una confederació nòmada molt poderosa que habitava les estepes de l'Àsia central, a la zona nord-est de la mar Càspia i al sud-est del mar d'Aral. Eren segurament una branca dels escites.
La localització exacta dels massàgetes és força problemàtica. Els autors antics que en parlen precisen molt poc. Heròdot, la font principal, sembla que es basa en informacions d'Hecateu de Milet i també en informants orals. Fa referència al riu anomenat Araxes, que diu que formava la frontera de l'Imperi Aquemènida, més enllà de la qual vivien els massagetes.
Tenien per veïns als issedons i als dahes. Els antics historiadors, per exemple Estrabó, en parlen en relació amb la invasió del seu país per Cir II el Gran, però Heròdot és el que dona més informació d'aquesta tribu. Explica que Cir va entrar al seu territori amb la intenció d'engrandir el seu imperi. Va proposar a Tomiris, la reina dels massàgetes, de casar-se amb ella, i la reina ho va rebutjar indignada, advertint al rei persa que impediria qualsevol avanç militar. Cir, aconsellat per Cresos, va formar els seus exèrcits amb la intenció de presentar batalla. Per un estratagema va fer presoner Espargàpises, el fill de Tomiris, que avergonyit, es va suïcidar. Tomiris va enviar ambaixadors a Cir desafiant-lo a una batalla. En el seu curs, els massàgetes van vèncer l'exèrcit persa i Cir el gran va morir en la batalla. Segons Heròdot, Cir va ser decapitat i després crucificat. La reina Tomiris va submergir el cap del rei mort en un recipient ple de sang, dient: "Et vaig dir que saciaria la teva set de sang i així ho he fet".
Alexandre el Gran també es va enfrontar amb els massàgetes durant la seva campanya a Sogdiana l'any 328 aC. Ammià Marcel·lí diu que els alans provenien d'aquesta tribu escita.